# Robert Juillard
Robert Juillard (* 24. August 1906 als Louis Alphonse Robert Juillard in Joinville (Haute-Marne); † 14. Mai 1982 in Paris) war ein französischer Kameramann.

## Leben und Wirken
Juillard erhielt eine fotografische Ausbildung in einem Fotolabor. Ende der 1920er Jahre stieß er zum Film und war bis Mitte der 1930er Jahre als Assistent von Georges Périnal, Jules Kruger, Christian Matras und Léonce-Henri Burel tätig. Beginnend mit Julien Duviviers filmischer Biografie Jesu Christi Das Kreuz von Golgatha (1935) arbeitete er als einfacher Kameramann. Der Zweite Weltkrieg unterbrach Juillards beruflichen Aktivitäten. An der Seite von Matras nahm Robert Juillard 1945 seine Arbeit als Kameramann wieder auf, im Jahr darauf wurde er Chefkameramann.
Juillards kurze Karriere in leitender Position brachte eine Reihe von hochwertigen Unterhaltungsfilmen hervor. In den folgenden anderthalb Jahrzehnten arbeitete er mit führenden Regisseuren wie Roberto Rossellini (im zerstörten Nachkriegs-Berlin), René Clement, Henri-Georges Clouzot, René Clair, Gene Kelly und dem Veteranen Abel Gance zusammen. Zu den von ihn (mit)fotografierten Spitzenfilmen gehören unter anderem Deutschland im Jahre Null, Tagebuch eines Landpfarrers, Verbotene Spiele, Gervaise und Austerlitz – Glanz einer Kaiserkrone. Bei weiteren Topproduktionen wie Lohn der Angst, Die Schönen der Nacht, Die Teuflischen und Babette zieht in den Krieg war Juillard dem erfahrenen Kollegen Armand Thirard untergeordnet.
1962 beendete Juillard seine Kinokarriere als Kameramann. Sechs Jahre darauf trat er als Schauspieler in René Allios Inszenierung Pierre und Paul vor die Kamera. Es blieb seine letzte filmische Tätigkeit.

## Filmografie
- 1939: Lebensabend (La Fin du jour)
- 1946: La dernière chévauchée
- 1948: Deutschland im Jahre Null (Germania anno zero)
- 1948: Amore
- 1950: Tagebuch eines Landpfarrers (Journal d‘un curé de campagne)
- 1952: Verbotene Spiele (Jeux interdits)
- 1952: Lohn der Angst (Le salaire de la peur)
- 1952: Die Schönen der Nacht (Les Belles de nuit)
- 1953: Von Sensationen gehetzt (Les dents longues)
- 1953: Virgile
- 1953: Kinder der Liebe (Les enfants de l’amour)
- 1954: Der Graf von Monte Christo (Le comte de Monte-Cristo)
- 1954: Mary Lou und ihre Herren (Escalier de service)
- 1954: Die Teuflischen (Les diaboliques)
- 1954: Geschlossene Gesellschaft (Huis clos)
- 1955: Reif auf jungen Blüten (Futures vedettes)
- 1955: Gervaise
- 1956: Die Wölfe (Pardonnez nos offenses)
- 1957: Straße des Glücks (The Happy Road)
- 1957: Einer starb zu früh (Les louves)
- 1957: Hinter blinden Scheiben (Méfiez-vous, fillettes!)
- 1957: Die Abenteuer des kleinen Remi (Sans famille)
- 1958: Blonde Fracht und schwarze Teufel (Des femmes disparaissent)
- 1958: Nachts fällt der Schleier (Toi...le venin)
- 1959: Babette zieht in den Krieg (Babette s’en va-t-en guerre)
- 1960: Austerlitz – Glanz einer Kaiserkrone (Austerlitz)
- 1960: Eddie geht aufs Ganze (Comment qu'elle est?)
- 1960: Der Boß und sein Engel (Le caïd)
- 1961: Hinter fremden Fenstern (Le rendez-vous)
- 1962: Madeleine und der Seemann (Le bateau d’Émile)